# الجنيد (السياني)

تعديل مصدري - تعديل

الجنيد هي إحدى قرى عزلة الدامغ بمديرية السياني التابعة لمحافظة إب، بلغ تعداد سكانها 567 نسمة حسب تعداد اليمن لعام 2004.